# Christiansburg (Virginia)
Christiansburg è un comune degli Stati Uniti d'America, situato nello Stato della Virginia, nella contea di Montgomery, della quale è il capoluogo.
Nel 1886 dette i natali al regista Henry King.